# Osos de Monterrey
Los Osos de Monterrey son un equipo mexicano de fútbol americano de la Liga de Fútbol Americano Profesional de México (LFA), fundado el 27 de enero de 2025 con sede en la ciudad de Monterrey, Nuevo León. Un grupo de inversionistas extranjeros compro la franquicia de Fundidores de Monterrey entre ellos se destacan el ex All-Pro de la NFL Ryan Kalil y el All-Star de la NBA Blake Griffin. Teniendo como primer decisión cambiar la marca del equipo, renombrándola como Osos de Monterey y tomando los colores Naranja y Negro. 

## Historia
El equipo fue fundado en enero de 2025 ante la llegada de un grupo de inversionistas extanjeros (Mortal Media) encabezada por el ex All-Pro de la NFL Ryan Kalil y el All-Star de la NBA Blake Griffin, además del corredor de la NFL All-Pro Christian McCaffrey, el ala cerrada de la NFL All-Pro George Kittle, el mariscal de campo de los Minnesota Vikings Sam Darnold, el ex ala cerrada del Pro Bowl y personalidad de los medios Greg Olsen, el cinco veces linebacker All-Pro Luke Kuechly, el ala defensiva del Salón de la Fama de la NFL Julius Peppers, el corredor del Pro Bowl Jonathan Stewart y el dos veces Entrenador del Año de la NFL Ron Rivera. Además, Dan “Big Cat” Katz y Eric Sollenberger. El equipo toma el lugar de los Fundidores de Monterrey, cambiando de nombre al de "Osos", tomando inspiración en los osos negros nativos de Monterrey y las montañas de la Sierra Madre.

## Estadísticas
| Temporada | Entrenador   | Temporada Regular | Temporada Regular | Temporada Regular | Postemporada | Postemporada | Postemporada |
| Temporada | Entrenador   | Récord            | Cociente          | Resultado         | Récord       | Cociente     | Resultado    |
| --------- | ------------ | ----------------- | ----------------- | ----------------- | ------------ | ------------ | ------------ |
| 2025      | Jorge Valdez | 0-0               | 0.000             | —                 | —            | —            | —            |